# Lons-le-Saunier
Die französische Stadt Lons-le-Saunier [lɔ̃s lə sonje] ist mit 16.942 Einwohnern (Stand 1. Januar 2022) die Hauptstadt des Départements Jura. Sie ist auch Sitz der Unterpräfektur des Arrondissements Lons-le-Saunier und Hauptort der Kantone Lons-le-Saunier-1 und Lons-le-Saunier-2.

## Geografie
Die Stadt befindet sich etwa auf halber Strecke zwischen Dole im Norden und Bourg-en-Bresse im Süden. Sie wird vom Fluss Vallière durchflossen; er verläuft jedoch weitgehend unterirdisch, um die Hochwassergefahr zu verringern.

## Geschichte
Bereits die Römer nutzten die Thermalquellen von Lons-le-Saunier. Die Stadt hieß damals Ledo salinarius (Salzstadt).
Als sich Frankreich im Zweiten Weltkrieg unter deutscher Besatzung befand, organisierte der Polizeikommissar Henri Castaing Fluchtwege für jüdische Familien in die Schweiz und nach Spanien. Im Januar 1943 wurde er von der deutschen Polizei festgenommen, doch wegen fehlender Beweise freigelassen, worauf er seine Tätigkeit für die Résistance in Guéret fortsetzte. René Desjeune, der die Brauerei Masson Buck leitete, war ein Informant für die Résistance. Nach der Befreiung der Region wurde er ins Comité Départemental de Libération ernannt.
Jean Gautheron war der lokale Verantwortliche der kommunistischen Widerstandsorganisation Francs-tireurs et partisans (FTP). Der Friseur Louis Landré, ab dem Sommer 1941 als Gegner des Vichy-Regimes bekannt, ging in den Widerstand von Valentin Abeille. Weil der Arzt Jean-Marie Michel (1908–1944) am Krankenhaus von Lons-le-Saunier den verletzten Widerstandskämpfer Jean-Paul Guyot behandelt hatte, wurde er festgenommen. Er und sein Patient wurden von den Deutschen gefoltert und getötet. Ihre Leichen fand man in einem nahen Wald, dem Bois de Pannessières. Die Bevölkerung setzte sich über das deutsche Verbot hinweg, an seiner Beerdigung teilzunehmen. Eine große Menschenmenge folgte seinem Sarg am 29. April 1944 auf den Friedhof. Nach dem Krieg wurde das Gymnasium der Stadt nach Jean-Marie Michel benannt.
In der Nacht vom 25. August 1944 griffen die Forces françaises de l’intérieur die deutsche Garnison in Lons-le-Saunier an.

## Bevölkerung

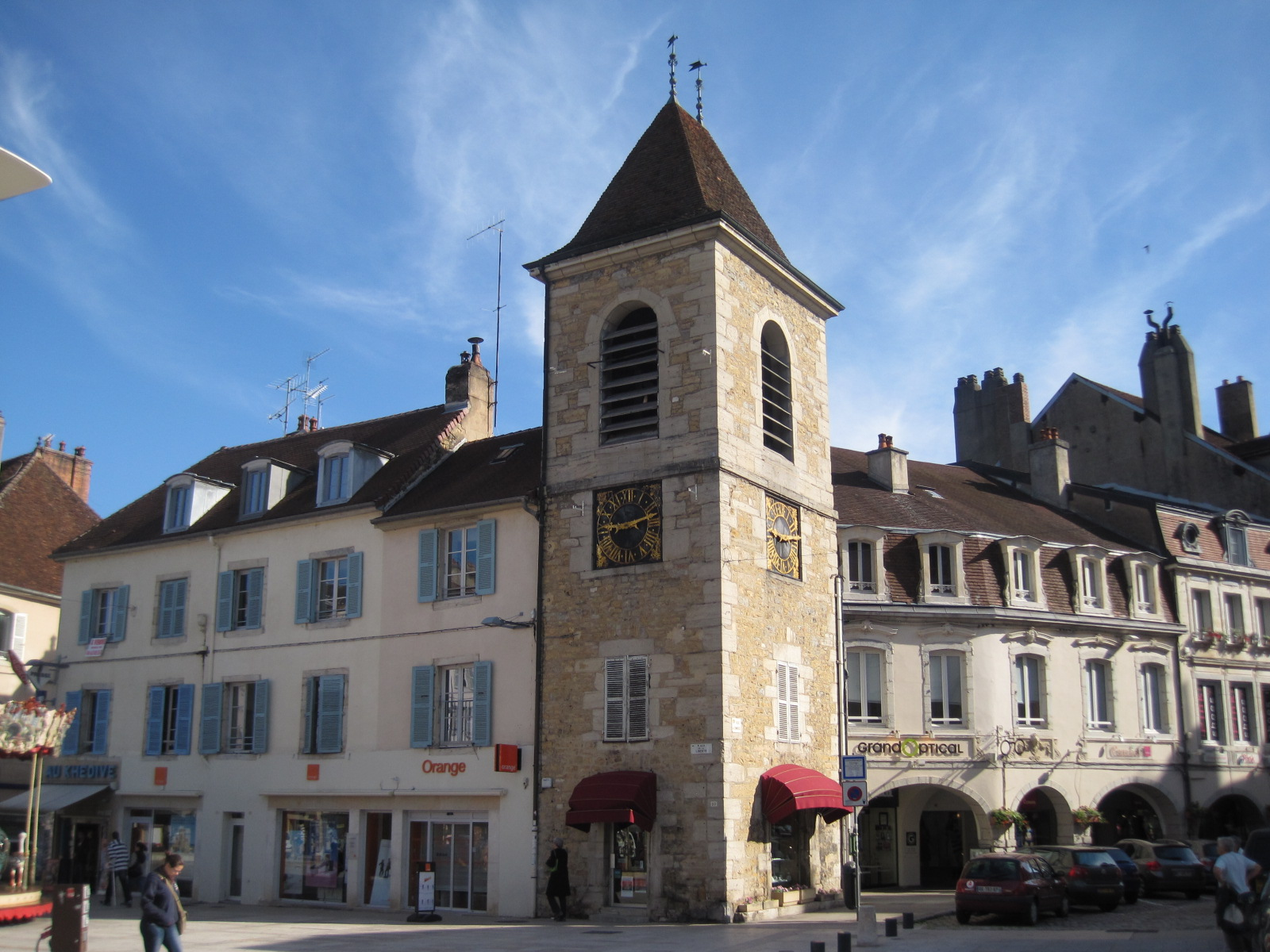
Tour de l’horloge

| Jahr                       | 1962   | 1968   | 1975   | 1982   | 1990   | 1999   | 2009   | 2017   | 2021   |
| -------------------------- | ------ | ------ | ------ | ------ | ------ | ------ | ------ | ------ | ------ |
| Einwohner                  | 15.924 | 18.769 | 20.942 | 20.105 | 19.144 | 18.463 | 17.907 | 17.291 | 17.043 |
| Quellen: Cassini und INSEE |        |        |        |        |        |        |        |        |        |

## Sehenswürdigkeiten
Die Stadt besitzt mit der Kirche Saint-Désiré auch eine der ältesten Krypten des Jura. Sie stammt aus dem 11. Jahrhundert.
Das Stadtmuseum beherbergt Ausstellungsstücke zur lokalen Vorgeschichte, Gemälde und Skulpturen.

## Kultur
Das Stadttheater Scène nationale du Jura (Dole/Lons-le-Saunier) beteiligt sich mit Förderung der Europäischen Union am Projekt ACT Art en Coopérative Transfrontalière mit Theatern in der französischsprachigen Schweiz.

## Wirtschaft
Lons-le-Saunier ist Heimat des bekannten Schmelzkäses „La vache qui rit“ (Die lachende Kuh). Ferner gibt es in der Umgebung schon seit dem Mittelalter Weinbau; die Reben im Ort gehören zum Weinbaugebiet Jura.

## Verkehr

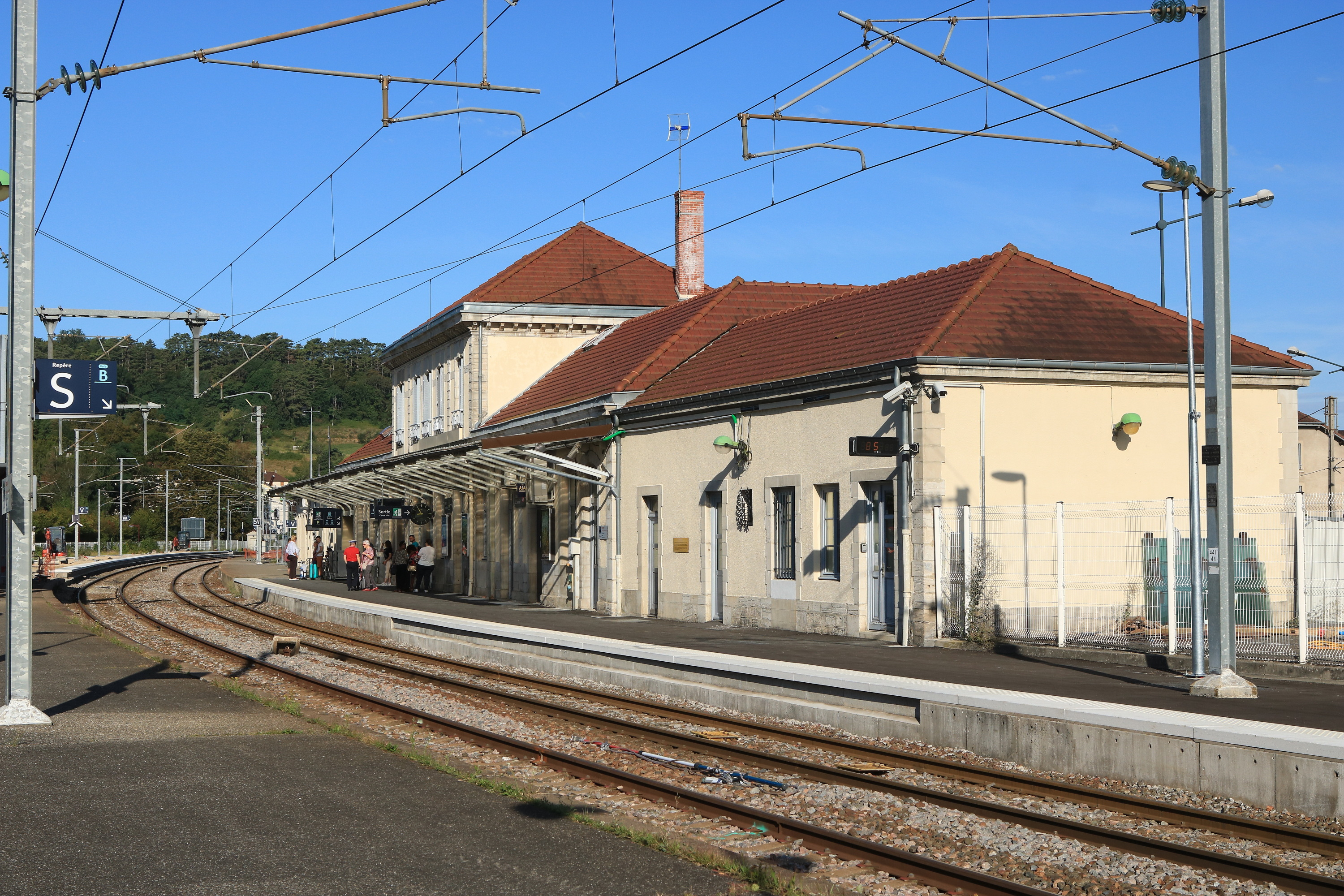
Bahnhof

Lons-le-Saunier hat einen Bahnhof an der Bahnstrecke Mouchard–Bourg-en-Bresse, der 1862 von der Eisenbahngesellschaft Compagnie des chemins de fer de Paris à Lyon et à la Méditerranée (PLM) eröffnet wurde. Ab 1871 existierte eine Bahn der Compagnie des Dombes et des chemins de fer du Sud-Est nach Saint-Germain-du-Plain, auf der 1938 der Personen- und 1982 der Güterverkehr endete. Bis zu deren Übernahme durch die PLM im Jahr 1881 mussten Waren zwischen den Strecken der beiden Gesellschaften umgeladen werden. 1891 kam eine Zweigstrecke nach Champagnole und 1893 eine weitere nach Chaugey hinzu, die mittlerweile ebenfalls stillgelegt wurden. Aktuell wird der Bahnhof im Regionalverkehr von Zügen des TER Bourgogne-Franche-Comté bedient.

## Städtepartnerschaft
- Offenburg in Baden-Württemberg ist seit 1959 Partnerstadt von Lons-le-Saunier.

## Persönlichkeiten
- Claude Joseph Rouget de Lisle (1760–1836), Komponist, Dichter und Offizier, verfasste im April 1792 in Straßburg die Marseillaise
- Étienne Bobillier (1798–1840), Mathematiker
- Justin Marie Goudot (1802–1847), Forschungsreisender
- Jules Prosper Goudot (1803– nach 1858), Forschungsreisender
- Louis Vuitton (1821–1892), Koffermacher und Unternehmer
- Maurice Joly (1829–1878), Anwalt und Schriftsteller
- Maurice Chevassu (1877–1957), Urologe und Chirurg
- Auguste Bailly (1878–1967), Autor, Historiker und Romanist
- René Rémond (1918–2007), Historiker und Politologe
- Bernard Clavel (1923–2010), Schriftsteller
- Michel Jouvet (1925–2017), Neurowissenschaftler und Traumforscher
- Jean-François Stévenin (1944–2021), Schauspieler, Drehbuchautor und Filmregisseur
- Jean-Claude Romand (* 1954), verurteilter, mehrfacher Mörder
- Dominique Répécaud (1955–2016), Fusionmusiker und Musikproduzent
- Denis Favier (* 1959), Général d’Armée und Direktor der Gendarmerie nationale
- Jean-Damien Climonet (* 1969), Freestyle-Skier
- Géraldine Kosiak (* 1969), Künstlerin und Schriftstellerin
- Robinson Stévenin (* 1981), Schauspieler
- Évita Muzic (* 1999), Radrennfahrerin
- Arthur Bouquier (* 2000), Tennisspieler